# Giuseppe Casari
Giuseppe Casari (Martinengo, 10 aprile 1922 – Seriate, 12 novembre 2013) è stato un calciatore italiano, di ruolo portiere.

## Biografia
A carriera terminata fu coinvolto nel caso Padova e nel caso Azzini, non venendo sanzionato per intervenuta prescrizione.
Nell'aprile 2014 il Comune di Martinengo (suo paese d'origine) ha deciso di intitolargli lo Stadio Comunale del paese della Bassa.

## Carriera

### Club
Ha disputato negli anni quaranta e cinquanta 9 campionati di Serie A (251 presenze complessive) con le maglie di Atalanta, Napoli e Padova, e due di Serie B col Padova (ottenendo la promozione in massima serie nella stagione 1954-1955). Nella stagione di guerra 1944 ha disputato a difesa della porta del Lecco il Torneo Benefico Lombardo.

### Nazionale
Ha difeso la porta della Nazionale alle Olimpiadi di Londra ed ha fatto parte (pur senza scendere in campo) della rosa dei convocati per il mondiale del 1950 in Brasile. È stato poi schierato da titolare della Nazionale nel 1951 in occasione di 4 partite amichevoli.

## Statistiche

### Cronologia presenze e reti in nazionale

Intervento di Casari, 1951 circa

| Cronologia completa delle presenze e delle reti in nazionale ― Italia | Cronologia completa delle presenze e delle reti in nazionale ― Italia | Cronologia completa delle presenze e delle reti in nazionale ― Italia | Cronologia completa delle presenze e delle reti in nazionale ― Italia | Cronologia completa delle presenze e delle reti in nazionale ― Italia | Cronologia completa delle presenze e delle reti in nazionale ― Italia | Cronologia completa delle presenze e delle reti in nazionale ― Italia | Cronologia completa delle presenze e delle reti in nazionale ― Italia |
| Data                                                                  | Città                                                                 | In casa                                                               | Risultato                                                             | Ospiti                                                                | Competizione                                                          | Reti                                                                  | Note                                                                  |
| --------------------------------------------------------------------- | --------------------------------------------------------------------- | --------------------------------------------------------------------- | --------------------------------------------------------------------- | --------------------------------------------------------------------- | --------------------------------------------------------------------- | --------------------------------------------------------------------- | --------------------------------------------------------------------- |
| 2-8-1948                                                              | Brentford                                                             | Stati Uniti                                                           | 0 – 9                                                                 | Italia                                                                | Olimpiadi 1948 - Ottavi di finale                                     | -                                                                     |                                                                       |
| 5-8-1948                                                              | Londra                                                                | Danimarca                                                             | 5 – 3                                                                 | Italia                                                                | Olimpiadi 1948 - Quarti di finale                                     | -5                                                                    |                                                                       |
| 8-4-1951                                                              | Lisbona                                                               | Portogallo                                                            | 1 – 4                                                                 | Italia                                                                | Amichevole                                                            | -1                                                                    |                                                                       |
| 6-5-1951                                                              | Milano                                                                | Italia                                                                | 0 – 0                                                                 | Jugoslavia                                                            | Amichevole                                                            | -                                                                     |                                                                       |
| 3-6-1951                                                              | Genova                                                                | Italia                                                                | 4 – 1                                                                 | Francia                                                               | Amichevole                                                            | -1                                                                    |                                                                       |
| 11-11-1951                                                            | Firenze                                                               | Italia                                                                | 1 – 1                                                                 | Svezia                                                                | Amichevole                                                            | -1                                                                    |                                                                       |
| Totale                                                                |                                                                       | Presenze                                                              | 6                                                                     |                                                                       | Reti                                                                  | -8                                                                    |                                                                       |